# Poneriai
Poneriai (en polonais : Ponary) est un quartier de Vilnius situé à environ 10 kilomètres du centre-ville sur de basses collines boisées et la route reliant Vilnius à Varsovie.
Paneriai est notable pour avoir été le théâtre du massacre de Poneriai, un massacre de près de 100 000 habitants de Vilnius et de villes et villages environnants au cours de la Seconde Guerre mondiale. Elle dispose de a gare de Paneriai.